# SN 2011fe
SN 2011fe，初始名字为PTF 11kly，是一颗位于大熊座风车星系（M101）的Ia型超新星。它是21世纪第一颗视星等亮于+10等的超新星。
SN 2011fe是在2011年8月24日检查由帕洛马山天文台进行的帕洛马瞬变工厂（Palomar Transient Factory，PTF）项目在8月22日和23日自动拍摄的照片时发现的。这颗超新星的前身星是位于M101星系的白矮星，距离地球2100万光年 。PTF在这颗超新星爆发后不久就发现这次事件，这时候它还很昏暗，视星等低于人类肉眼直接见到的亮度的100万倍以下。SN 2011fe也因此成为人类发现到的最年轻的Ia型超新星。之后，SN 2011fe的亮度一直在增亮，到2011年9月13日，它达到最高亮度——视星等+9.9，这时它的绝对星等为-19等，是太阳亮度的25亿倍。

## 发现
帕洛马瞬变工厂（Palomar Transient Factory，PTF）项目主要是用于搜索亮度变化快速的天文瞬变事件。它将望远镜自动拍摄的照片自动上传至位于加州大学伯克利分校劳伦斯伯克利国家实验室的美国国家能源研究中心（National Energy Research Scientific Computing Center，NERSC），再由电脑程序自动搜寻天文瞬变事件。2011年8月24日，PTF项目探测到SN 2011fe爆发的现象，天文学家立即使用位于西班牙加那利群岛的望远镜进行观测，确认这次爆发事件各个不同阶段的发射光谱。此外，科学家还使用哈勃太空望远镜、加利福尼亚州的利克天文台和夏威夷的凯克天文台对这次超新星爆发的细节进行观测研究。
虽然在爆发时SN 2011fe非常昏暗，但它增亮的速度非常快。在2011年8月24日刚发现时，它的亮度低于肉眼可见极限的100万倍以下。一天后，它的亮度增亮到低于肉眼可见极限的1万倍。第三天，它的亮度又增亮了6倍。直到2011年9月13日，它达到最高亮度——视星等+9.9，已经可以通过小型望远镜观测到这颗超新星。SN 2011fe也因此成为1993年发现的SN 1993J之后，第一颗视星等亮于+10等的超新星。
在8月25日曾使用甚大天线阵探测SN 2011fe发射的无线电波，但最终却失败。虽然在其他类型的超新星经常可以探测到无线电波，但在Ia型超新星中却从来没有探测到过。

## 重要性
Ia型超新星的发生是由于白矮星吸积伴星过多的物质超过钱德拉塞卡极限后崩溃，引发热失控反应并发生超新星爆炸。因此所有Ia型超新星爆炸都发生在一个固定的质量，所有Ia型超新星爆发的能量（包括光度）都是相同的，可以被视为“标准烛光”来测量其宿主星系的距离。Ia型超新星确切的亮度和表现依赖于它的母星（在演变成白矮星之前恒星所含比氢和氦重的元素的组成情况）。由于SN2011fe在爆发后不久就被发现，天文学家们可以得到它初始的组成和演变过程的准确测量数据，从而完善Ia型超新星的模型（并可以用此估算其他Ia型超新星的准确距离）。
Ia型超新星的标准烛光也可能为暗能量和宇宙加速膨胀假说提供有利的证据。更好了解Ia型超新星的表现可以反过来改进暗能量的理论模型。
.